# Eva Whitebrook
Eva Whitebrook, född Engman 30 mars 1968 i Matteus församling i Stockholm, är en svensk journalist, kommunikatör och barnboksförfattare. Hon är gift med författaren Peter Whitebrook.